# Thierry Ntamack
Pour les articles homonymes, voir Ntamack.
Thierry Roland Ntamack dit Molla de Mboa Manga  dans Le Blanc d'Eyenga, né en 1977 à Yaoundé, est un acteur, réalisateur, scénariste et producteur de cinéma camerounais.

## Biographie

### Enfance et formation
Thierry Ntamack est né en 1977 à Yaoundé. Après l'obtention de son baccalauréat en 1997, Thierry Ntamack fait des études en arts du spectacle à l'Université de Yaoundé. Il va ensuite en France où il étudie au Cours Florent à Paris. Il fait partie de la promotion 2009, avec son film d'école Psychoz. Thierry produit son premier film en 2011 ; un court-métrage de 26 minutes titré: Sur la route d'un ange.

## Travaux
Thierry est le porteur du projet Le cinéma au prix d’une bière. Le projet a pour objectif de faire vivre le cinéma au Cameroun. Il s'agit de vendre un CD/DVD d'un film au prix d'une bière soit mille (1000) F CFA.
En 2021, il s'engage à former des jeunes Camerounais aux métiers du cinéma à Douala et à Yaoundé sous le coup de la polémique selon laquelle le cinéma camerounais est médiocre,.
Le 1er décembre 2022, dans le cadre du programme Scripto Sensa coordonné par le cinéaste Jean-Pierre Bekolo à l'espace culturel Quartier Mozart au quartier Mvog-Mbi, il a annoncé le tournage d'un film inspiré d'une œuvre littéraire de l'écrivaine camerounaise, Djaïli Amadou Amal.Il s'agit du roman Walaandé, l'art de partager un mari.

### Au théâtre
En 2010, dans la salle de spectacles les arènes de Nanterre, Thierry joue dans J'éprouve, mis en scène par Léon Masson.

## Œuvres

### Films
| Année | Films                     | Rôle                     |
| ----- | ------------------------- | ------------------------ |
| 2019  | Ne crains rien, je t'aime |                          |
| 2016  | La Patrie d'abord         | Commandant Arthur Ngando |
| 2014  | Le Blanc d'Eyenga 2       | Molla de Mboa Manga      |
| 2013  | Le Refuge                 |                          |
| 2012  | Le Blanc d'Eyenga         | Molla de Mboa Manga      |
| 2011  | Sur la route d'un ange    | Tony Essakara            |
| 2006  | Psikoz                    |                          |
| 2006  | Confidences               | Anani                    |

## Distinctions
- Participation au Fespaco 2017 avec son film La Patrie d'abord !!![16]
- Nommé au Trophée francophone de l'interprétation masculine aux Trophées Francophones du cinéma 2017[17]
- Par La Patrie d'abord, Jacques-Greg Belobo remporte le Trophée francophone du second rôle masculin lors des Trophées Francophones du cinéma 2017[18]
- Prix de meilleur comédien aux Canal 2'or en 2017[19]